# École Notre-Dame de La Gare (Paris)
 (juin 2020).
Si vous disposez d'ouvrages ou d'articles de référence ou si vous connaissez des sites web de qualité traitant du thème abordé ici, merci de compléter l'article en donnant les références utiles à sa vérifiabilité et en les liant à la section « Notes et références ».
L'école Notre-Dame de La Gare (NDG) est une école et un collège Lasallien  (en latin Fratres Scholarum Christianarum) située dans le XIIIe arrondissements de Paris. 
Le collège propose d'intégrer une classe européenne ou non européenne (en fonction de la deuxième langue vivante choisie).

## Lasalliens
Il s'agit des frères des écoles chrétiennes.